# Thomas A. Burke

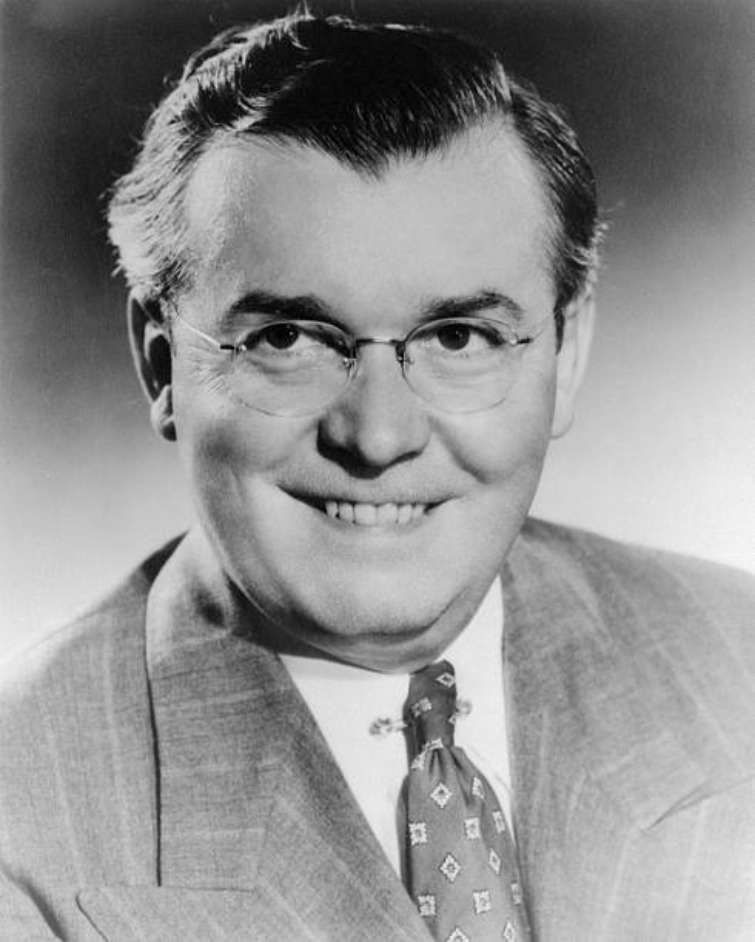
Thomas Burke (um 1950)

Thomas Aloysius Burke (* 30. Oktober 1898 in Cleveland, Ohio; † 5. Dezember 1971 ebenda) war ein US-amerikanischer Politiker (Demokratische Partei), der den Bundesstaat Ohio im US-Senat vertrat.
Thomas Burke besuchte katholische Konfessionsschulen und diente während des Ersten Weltkrieges als Soldat in der US Army. Er machte 1920 seinen Abschluss am College of the Holy Cross in Worcester (Massachusetts) und bestand drei Jahre später sein juristisches Examen an der Law School der Western Reserve University in Cleveland, woraufhin er in die Anwaltskammer aufgenommen wurde und als Jurist in seiner Heimatstadt zu praktizieren begann. Von 1930 bis 1936 fungierte er als stellvertretender Bezirksstaatsanwalt des Cuyahoga County; 1937 war er Sonderberater des Attorney General von Ohio.
Nachdem er von 1942 bis 1945 das Amt des obersten juristischen Offiziellen (Director of Law) in Cleveland ausgeübt hatte, wurde Burke zum Bürgermeister der Stadt gewählt. Er behielt diesen Posten bis 1953; in diesem Jahr stand er dann noch der bundesweiten Bürgermeistervereinigung (National Conference of Mayors) vor. Als US-Senator Robert A. Taft, ein Republikaner, am 31. Juli 1953 starb, wurde Burke vom demokratischen Gouverneur Ohios, Frank J. Lausche, zu dessen Nachfolger ernannt. Er nahm sein Mandat im Kongress ab dem 10. November 1953 wahr und trat auch zur Nachwahl für die restliche Legislaturperiode an, die er aber knapp gegen den Republikaner George H. Bender verlor. Burke musste somit am 2. Dezember 1954 wieder aus dem Senat ausscheiden.
In der Folge war er wieder als Anwalt tätig. Thomas Burke starb 1971 in Cleveland; der dortige Burke Lakefront Airport ist nach ihm benannt.